# Sự kiện UFO Michigan 1994
Sự kiện UFO Michigan năm 1994 là vụ hơn 100 người nhìn thấy nhiều UFO xuất hiện ở Tây Michigan nước Mỹ vào ngày 8 tháng 3 năm 1994. Những UFO này đều được mô tả giống như những ngọn đèn Giáng Sinh lập lòe, bao gồm năm hoặc sáu vật thể có hình trụ hoặc hình tròn với luồng ánh sáng màu xanh lam, đỏ, trắng và xanh lục. Theo tờ Chicago Tribune tường thuật đã có hơn 300 nhân chứng tại 42 quận của Michigan (bao gồm các quận Muskegon, Ottawa, Berrien và Allegan). Nhiều người liền gọi cho 9-1-1 trình báo vụ việc và cảnh sát cùng radar của Cục Thời tiết Quốc gia tại Sân bay Quận Muskegon đã quan sát nhóm UFO này.
Mạng lưới UFO Song phương liền tới phỏng vấn hàng chục nhân chứng, nhưng vẫn chưa tìm được lời giải thích nào dành cho sự kiện này. Khả năng về sự hiện diện của một loại máy bay nhỏ, khí đốt, vụ nổ, bóng bay thời tiết, vệ tinh, sao băng, máy bay quân sự hoặc rác vũ trụ đều bị loại trừ.